# Mitopoeia (género)
Para el poema de J. R. R. Tolkien, véase Mitopoeia.
La mitopoeia (o mitopoiesis, del griego helenístico μυθοποιία, μυθοποίησις "elaboración de mitos") es un género narrativo en el cual el autor crea todo un conjunto de conceptos, regiones, personajes, sucesos, y arquetipos interrelacionados creando una mitología propia. Esta acepción de la palabra Mitopoeia recibe su significado de su utilización por parte de J. R. R. Tolkien en la década de 1930. Los autores de este género integran en sus ficciones temas (mitemas) y arquetipos mitológicos tradicionales con algunos fantásticos y de nuevo cuño.

## Etimología
El término mitopoeia viene del griego μυθοποιία, que quiere decir "elaboración de mitos". En sus primeros usos, en la antigüedad, se refirió a la realización de los mitos de la antigüedad. Fue adoptado y utilizado por Tolkien como título de uno de sus poemas, Mitopoeia, escrito en 1931 y publicado en Árbol y Hoja. El poema popularizó el término Mitopoeia como un género literario y un esfuerzo artístico.

## Definición
Para que una obra se pueda considerar como un trabajo de mitopoiesis, esta debe crear todo un ambiente propio, una cosmogonía única, y una explicación del mundo a través de lo contado que sea similar en alcance a un corpus mitológico real. No basta con hacer referencia a unos pocos arquetipos ya creados por otros y reutilizarlos sin más. Mientras que muchas obras literarias (y más recientemente, otros medios) pueden presentar temas míticos, sólo las obras que cuentan con una fuerte cohesión e inmersión y un mundo vasto y rico en matices pueden ser consideradas una obra mitopoeica.
La mejor manera de definirla es diciendo que una obra mitopoeica es casi tan completa como una obra mitológica clásica. Solo que en vez de surgir de siglos y siglos de tradición oral, la obra mitopoeica surge de un relativamente corto periodo de tiempo (de unos años a unas décadas) y de un solo autor o un pequeño grupo de autores.
A diferencia de los mundos de fantasía o de los universos de ficción que están más dirigidos a la evocación de mundos detallados con historias ordenadas, geografías, y leyes de la naturaleza, la Mitopoeia esta más dirigida a evocar ideas y conceptos filosóficos y a incluir temas mitológicos del mundo real, creados específicamente para transmitir la sensación de mitología a los lectores modernos, y/o para agregar credibilidad y profundidad literaria a los mundos de ficción creados en los libros (y otros medios) de fantasía y ciencia ficción.
Una obra Mitopoeica es creada en su totalidad casi siempre por un solo individuo, como el mundo de la Tierra Media.

## Mitopoeia y sociedad
Las Obras Mitopoeicas a menudo se clasifican como de fantasía o ciencia ficción, pero de acuerdo con Joseph Campbell, el insigne estudioso de la mitología mundial, la mitopoeia y las obras que comparten sus características ocupan mejor el nicho que en la sociedad moderna queda para la mitología. Campbell habló del mundo moderno como de un mundo nietzscheano que ha sobrepasado ya gran parte de la mitología del pasado. Por esto, afirmó que nuevos mitos debían ser creados, pero también creía que la transformación tan rápida de la cultura actual impedía que la sociedad fuera completamente descrita por cualquier marco mitológico moderno hasta una etapa más avanzada. Campbell también sostuvo en algún momento que las mitologías eran creadas por las sociedades para cubrir una necesidad de estas (como una necesidad de explicarse a sí mismos ideas o conceptos) y que es necesario que se creen relatos mitológicos de calidad para un mejor funcionamiento social.

## Críticas
La mitopoeia a veces es llamada mitología artificial , un término que hace hincapié en que esta no evoluciona de forma natural y en que la mitopoeia es un artificio comparable con la lengua artificial, por lo que no debe ser tomada en serio como mitología. Por ejemplo, el folclorista Alan Dundes sostuvo que "cualquier novela no puede cumplir con los criterios culturales de mito. Una obra de arte, o artificio, no puede decirse que sea el relato de la tradición sagrada de una cultura ... [es] a lo sumo, mito artificial".

## Autores mitopoeicos notables
Notables autores cuya obra es considerada como mitopoeica son:
- J. R. R. Tolkien
- C. S. Lewis
- William Blake
- H. P. Lovecraft
- Jorge Luis Borges
- Lord Dunsany (Edward Plunkett)
- Mervyn Peake
- George MacDonald.
- H. Rider Haggard
- Edgar Rice Burroughs
- Robert E. Howard
- Olaf Stapledon
- Michael Moorcock
- Fritz Leiber
- Roger Zelazny

## En la literatura

### En la Antigüedad
Probablemente uno de los primeros intentos de construir una mitología propia en el mundo occidental sea la obra de Ferecides de Syros, escrita en la Magna Grecia en el Siglo VI a. C.. Ferecides transformó en su obra al panteón griego reordenando su número y llamando Zas ("el que vive") al rey de los dioses, en el papel de Zeus, y Chronos ("tiempo", en lugar de Kronos) como el padre de Zas. Los estudiosos apuntan a que la obra de Ferecides pudo ser un punto de inflexión en el movimiento griego hacia el pensamiento científico y filosófico.

### J. R. R. Tolkien
J. R. R. Tolkien escribió un poema titulado Mitopoeia después de una discusión en la noche del 19 de septiembre de 1931 en el Magdalen College de Oxford con C. S. Lewis y Hugo Dyson con el fin de explicar y defender la elaboración creativa de mitos modernos.
El poema se refiere al autor creativo humano como "el pequeño hacedor" que blande su "propio pequeño cetro de oro" este pequeño hacedor gobierna su "subcreación" (entendida como una genuina creación dentro de la creación) de Dios.
El legendarium de Tolkien no solo incluye mitos fundacionales y Mitos de la creación, sino que también incluye epopeyas y leyendas en prosa y en verso, lenguajes propios, así como geología y geografía y otras.
Tolkien discute su punto de vista sobre la creación de mitos , la "subcreación" del artista y las"hadas", en el ensayo Sobre los cuentos de hadas (On Fairy-Stories en el original), escrito en 1939 para ser presentado por Tolkien como su lectura para el Andrew Lang lecture de la Universidad de St Andrews y publicado en forma impresa en 1947. Casi al mismo tiempo, Tolkien expuso los mismos temas en la forma de una historia corta, Hoja de Niggle.
Otra historia en la que Tolkien aborda el tema de los cuentos de hadas es El herrero de Wootton Mayor (1967).
En Sobre los cuentos de hadas, Tolkien hace hincapié en la importancia del lenguaje (la facultad lingüística humana en general, así como las características específicas del lenguaje utilizado en una tradición dada). Este párrafo empieza denunciando la visión de Max Müller sobre la mitología:

"Philology has been dethroned from the high place it once had in this court of inquiry. Max Müller's view of mythology as a "disease of language" can be abandoned without regret. Mythology is not a disease at all, though it may like all human things become diseased. You might as well say that thinking is a disease of the mind. It would be more near the truth to say that languages, especially modern European languages, are a disease of mythology. But Language cannot, all the same, be dismissed. The incarnate mind, the tongue, and the tale are in our world coeval. The human mind, endowed with the powers of generalization and abstraction, sees not only green-grass, discriminating it from other things (and finding it fair to look upon), but sees that it is green as well as being grass. But how powerful, how stimulating to the very faculty that produced it, was the invention of the adjective: no spell or incantation in Faerie is more potent. And that is not surprising: such incantations might indeed be said to be only another view of adjectives, a part of speech in a mythical grammar. The mind that thought of light, heavy, grey, yellow, still, swift, also conceived of magic that would make heavy things light and able to fly, turn grey lead into yellow gold, and the still rock into a swift water. If it could do the one, it could do the other; it inevitably did both. When we can take green from grass, blue from heaven, and red from blood, we have already an enchanter's power — upon one plane; and the desire to wield that power in the world external to our minds awakes. It does not follow that we shall use that power well upon any plane. We may put a deadly green upon a man’s face and produce a horror; we may make the rare and terrible blue moon to shine; or we may cause woods to spring with silver leaves and rams to wear fleeces of gold, and put hot fire into the belly of the cold worm. But in such 'fantasy,' as it is called, new form is made; Faerie begins; Man becomes a sub-creator."
La Filología ha sido destronada del alto lugar que alguna vez tuvo en este tribunal de investigación. La visión de Max Müller de la mitología como una "enfermedad de la lengua" puede abandonarse sin remordimientos. La mitología no es una enfermedad en absoluto, si es así, podría decirse que  todas las cosas humanas se vuelven enfermas. Es lo mismo que decir que el pensamiento es una enfermedad de la mente. Estaría más cerca de la verdad decir que las lenguas, especialmente las lenguas europeas modernas, son una enfermedad de la mitología. Pero el lenguaje no puede, de todos modos, ser rechazado. La mente encarnada, la lengua y la historia son en nuestro mundo coetáneos unas de las otras. La mente humana, dotada de los poderes de la generalización y la abstracción, no sólo ve "hierba verde", discriminandola de otras cosas (y encontrar esto justo de ser considerado), sino que aprecia que es de color verde, así como también que es hierba. Pero cuán poderoso, cuan estimulante para la misma facultad que lo produjo, fue la invención del adjetivo: no hay hechizo o conjuro en Faerie más potente. Y eso no es de extrañar: tales encantamientos puede ciertamente decirse que son solamente otro punto de vista de los adjetivos, una parte del discurso en una gramática mítica. La mente que piensa en "ligero", "pesado", "gris", "amarillo", "rápido," también concibe magia que haría que las cosas pesadas fueran ligeras y capaces de volar, convertir el gris plomo en amarillo oro, y la roca quieta en agua rápida. Si puede hacer lo uno, puede hacer lo otro; hara inevitablemente ambas cosas. Cuando podemos tomar verde de la hierba, azul del cielo y rojo de la sangre, ya tenemos el poder de un encantador sobre un plano; y el deseo de ejercer ese poder en el mundo externo a nuestra mente despierta. Eso no se sigue que vayamos a utilizar ese poder sobre algún plano. Podemos poner un verde mortal en el rostro de un hombre y producir un horror; podemos hacer la rara y terrible luna azul para brillar; o podemos hacer que los bosques broten con hojas de plata y carneros que lleven vellones de oro, y poner fuego caliente en el vientre del frío gusano. Pero en tal 'fantasía', como se le llama, se hace nueva forma; las hadas comienzan; El hombre se convierte en un sub-creador".
—J. R. R. Tolkien, Sobre los cuentos de hadas, «Cuentos de hadas».

### C. S. Lewis
Al mismo tiempo que Tolkien debatía sobre la utilidad del mito y la mitopoeia con C. S. Lewis en 1931, Lewis era un teista y le gustó la idea de la mitopoeia, pero Lewis era escéptico de la mitología, su posición era que los mitos eran "mentiras, y por lo tanto cosas sin valor, aun cuando cosas "dichas a través de plata". Sin embargo C. S. Lewis más tarde comenzó a hablar del cristianismo como que este era un "mito verdadero". Lewis escribió 

"The story of Christ is simply a true myth: a myth working on us in the same way as the others, but with this tremendous difference that it really happened."
"la historia de cristo es simplemente un mito verdadero: un mito que funciona en nosotros de la misma manera que los demás mitos, pero con la tremenda diferencia de que este sucedió de verdad"
C. S. Lewis

Como consecuencia de esto, su saga Las Crónicas de Narnia es considerada como Mitopoeia. Esta contiene argumentos que hacen referencia a la mitología cristiana, refiriéndose a ella como la narrativa de una gran rey que se sacrifica para salvar a su pueblo y que es resucitado.
El intento mitopoeico de Lewis es algunas veces confundido con un intento de hacer alegorías, donde los personajes y el mundo de Narnia serían la equivalencia directa de los conceptos y eventos de la teología y de la historia cristiana, pero Lewis ha subrayado en repetidas ocasiones que una lectura alegórica de sus historias hace perder en estas su ingrediente Mitopoeico.
C. S. Lewis también crea una mitopoeia en su representación neo-medieval del viaje extraplanetario en su Trilogía cósmica.

## Organizaciones
Una de las funciones de la Mythopoeic Society es promover la relevancia, la lectura y la escritura de la literatura que presente rasgos mitopoeicos. Para incentivar esta literatura, la sociedad cuenta con sus propios premios literarios, los Mythopoeic Awards.